# Wereldkampioenschappen schoonspringen 2011 – eenmeterplank mannen
Het Wereldkampioenschap schoonspringen op de eenmeterplank voor mannen werd gehouden op 16 juli (voorronde) en 18 juli 2011 (finale) in de Chinese stad Shanghai. De eerste 12 springers uit de voorronde kwalificeerden zich voor de finale die twee dagen later plaatsvond. Regerend wereldkampioen was de Chinees Qin Kai.

## Uitslagen

### Voorronde
| Rang | Naam                   | Land                | Score  | Bijz. |
| ---- | ---------------------- | ------------------- | ------ | ----- |
| 1    | Li Shixin              | China               | 438,00 | Q     |
| 2    | He Min                 | China               | 432,95 | Q     |
| 3    | Javier Illana          | Spanje              | 408,45 | Q     |
| 4    | Daniel Islas           | Mexico              | 393,85 | Q     |
| 5    | Chris Colwill          | Verenigde Staten    | 387,80 | Q     |
| 6    | Pavlo Rozenberg        | Duitsland           | 385,40 | Q     |
| 7    | Reuben Ross            | Canada              | 378,50 | Q     |
| 8    | Jevgeni Koeznetsov     | Rusland             | 378,25 | Q     |
| 9    | Aaron Fleshner         | Verenigde Staten    | 373,20 | Q     |
| 10   | Andrzej Rzeszutek      | Polen               | 369,60 | Q     |
| 11   | Alexander Andersen     | Zweden              | 363,95 | Q     |
| 12   | Amund Gismervik        | Noorwegen           | 362,90 | Q     |
| 13   | Oleksandr Gorshkovozov | Oekraïne            | 361,75 |       |
| 14   | Christopher Mears      | Verenigd Koninkrijk | 361,20 |       |
| 15   | Damien Cely            | Frankrijk           | 352,40 |       |
| 16   | Oleksij Prygorov       | Oekraïne            | 352,30 |       |
| 17   | Sebastian Villa        | Colombia            | 349,30 |       |
| 18   | Stefanos Paparounas    | Griekenland         | 347,50 |       |
| 19   | Grant Nel              | Australië           | 340,85 |       |
| 20   | Alexandros Manos       | Griekenland         | 340,50 |       |
| 21   | Matthieu Rosset        | Frankrijk           | 337,95 |       |
| 22   | Jonathan Jörnfalk      | Zweden              | 335,35 |       |
| 23   | Tommaso Rinaldi        | Italië              | 332,65 |       |
| 24   | Ville Vahtola          | Finland             | 321,95 |       |
| 25   | Francois Imbeau Dulac  | Canada              | 312,95 |       |
| 26   | Andrea Aloisio         | Zwitserland         | 309,70 |       |
| 27   | Kevin Chavez           | Mexico              | 308,85 |       |
| 28   | Igor Korjakin          | Rusland             | 291,95 |       |
| 29   | Yorick de Bruijn       | Nederland           | 288,20 |       |
| 30   | Constantin Blaha       | Oostenrijk          | 287,95 |       |
| 31   | Stephan Feck           | Duitsland           | 283,95 |       |
| 32   | Hamad Saleh            | Koeweit             | 282,55 |       |
| 33   | Jack Laugher           | Verenigd Koninkrijk | 279,55 |       |
| 34   | Poon Wai Chong Jason   | Hongkong            | 256,00 |       |
| 35   | Eirik Valheim          | Noorwegen           | 253,35 |       |
| 36   | Diego Carquin          | Chili               | 250,85 |       |
| 37   | Donato Neglia          | Chili               | 238,55 |       |
| 38   | Luthfi Niko Abdillah   | Indonesië           | 236,20 |       |
| 39   | Chow Ho Wing           | Hongkong            | 236,10 |       |

### Finale
| Rang   | Naam               | Nationaliteit    | Score  |
| ------ | ------------------ | ---------------- | ------ |
| Goud   | Li Shixin          | China            | 463,90 |
| Zilver | He Min             | China            | 444,00 |
| Brons  | Pavlo Rozenberg    | Duitsland        | 436,50 |
| 4      | Chris Colwill      | Verenigde Staten | 427,15 |
| 5      | Javier Illana      | Spanje           | 402,40 |
| 6      | Reuben Ross        | Canada           | 401,40 |
| 7      | Jevgeni Koeznetsov | Rusland          | 388,10 |
| 8      | Andrzej Rzeszutek  | Polen            | 368,95 |
| 9      | Aaron Fleshner     | Verenigde Staten | 364,40 |
| 10     | Amund Gismervik    | Noorwegen        | 346,65 |
| 11     | Daniel Islas       | Mexico           | 307,35 |
| 12     | Alexander Andresen | Zweden           | 282,15 |